# Begonia wattii
Espèce
Begonia wattii est une espèce de plantes de la famille des Begoniaceae.
L'espèce fait partie de la section Parvibegonia.
Elle a été décrite en 1889 par Charles Baron Clarke (1832-1906).

## Répartition géographique
Cette espèce est originaire du pays suivant : Inde.